# 布拉德利·沃爾什
2012年的沃爾什
布拉德利·沃爾什（英語：Bradley Walsh，1960年6月4日—）是一位英國演員和電視主持人，他也是一位前職業足球運動員。他最著名的作品是在加冕街中飾演Danny Baldwin角色，以及法律與秩序的英國版。他也是獨立電視台節目The Chase的主持人。

## 外部連結
- Official Website （页面存档备份，存于）
- Official Twitter （页面存档备份，存于）
- 布拉德利·沃爾什在互联网电影资料库（IMDb）上的資料（英文）

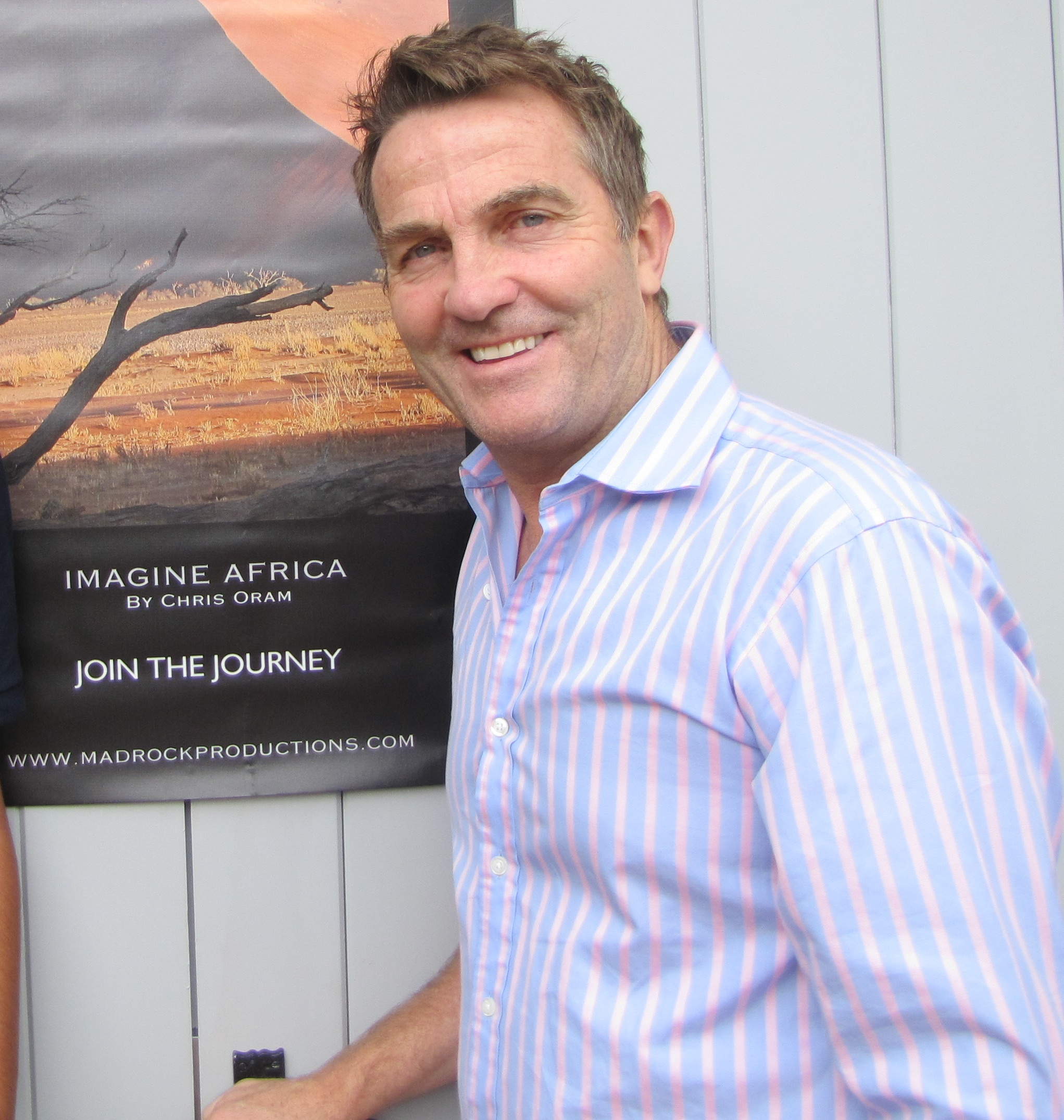
2012年，布拉德利•沃爾什

- Bradley Walsh Management - Debi Allen